# Litevský teritoriální sbor
Litevský teritoriální sbor (německy Litauische Sonderverbände, litevsky Lietuvos vietinė rinktinė, zkratkou LTS) byl vojenská organizace vedená generálem Povilasem Plechavičiusem pro obranu hranic litevského státu před Rudou armádou, sovětskými a polskými partyzány v roce 1944.

## Vznik
S postupem Rudé armády v roce 1943 a rostoucími ztrátami wehrmachtu na východní frontě nabyla na důležitosti otázka získání dalších branců do boje proti sovětským silám. Na začátku roku 1943 se německé okupační úřady pokusily vytvořit litevskou legii Waffen SS, ale přihlášený počet dobrovolníků byl nedostatečný. Jednalo se asi o 300 osob. 
V létě 1943 německé úřady daly souhlas ke spuštění mobilizační kampaně k vytvoření ozbrojených jednotek pod velením litevských důstojníků, které měly působit výhradně na území uznávaném Litevci za vlastní. Vytvoření litevské pravidelné armády podporovaly všechny litevské politické organizace a odmítaly německé snahy o vytvoření litevské legie SS. Do čela snahy o vytvoření pravidelné armády podporující obnovu litevské státnosti se postavil bývalý náčelník štábu litevské armády generál Povilas Plechavičius. Zpočátku obdržel souhlas s vytvořením litevských národních jednotek v rozsahu 21 praporů po 250 vojácích. Na žádost generála Plechavičiuse ze 31. ledna 1944 byl počet vojáků navýšen na 10 000. Byly také předloženy návrhy na převod policistů z Litevské pomocné policie a zastavení odvlékání litevské mládeže na práce do Německa. Tyto návrhy byly zamítnuty. 
Němci litevské vojenské síly chápali jako pomoc proti sílícímu partyzánskému hnutí a budoucí Litvu viděli jen jako součást nové Evropy vedené Němci. Naopak snaha litevské strany směřovala k vybudování armády všech typů jednotek a zbraní vedené litevskými důstojníky. Taková armáda by působila jen v Litvě a bránila by ji před bolševickou invazí. V lednu 1944 probíhala jednání mezi oběma stranami ohledně vytvoření litevských sil.
Dohoda s německou stranou byla podepsána 13. února 1944. 16. února 1944, v den litevské nezávislosti, Plechavičius promluvil k národu rozhlasem a vyzval dobrovolníky, aby se přidali k LTS. Ode dne 21. února 1944 začala okresní velitelství registrovat dobrovolníky. Výzva se setkala se širokou odezvou a do náborových středisek zavítalo 20 000 až 30 000 osob. Maximální síla LTS tak dosáhla 11 000 lidí, ze kterých bylo sestaveno 13 plně vybavených praporů po 750 vojácích. Pro výchovu důstojnických kádrů a poddůstojníků byl plánován výcvikový prapor ve městě Marijampolė.

## Bojové nasazení

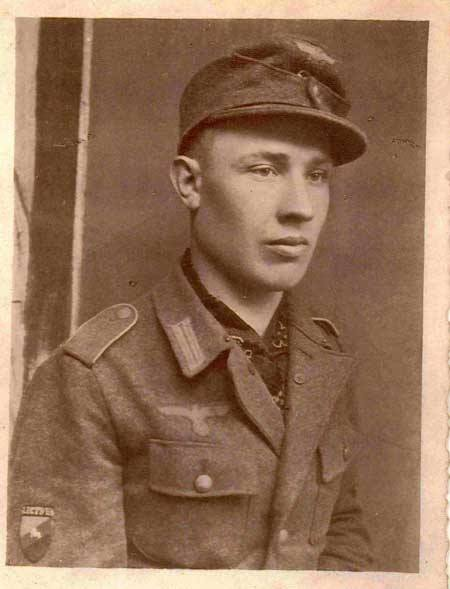
Příslušník LTS

Dne 1. března 1944 byla v Litvě vyhlášena všeobecná mobilizace. Vytvoření LTS bylo posledním velkým pokusem o mobilizaci na okupovaných územích, který provedla Třetí říše. Dodávky vybavení pro vojáky se však neustále přes německé sliby zpožďovaly a obecně panoval nedostatek výstroje. Dne 3. března 1944 měl LTS ve svých řadách již 553 důstojníků, 1 522 poddůstojníků a 3 879 vojáků, kteří sloužili v předválečné litevské armádě.
Němci vojákům LTS nedůvěřovali, a proto v rozporu s dohodami požadovali zařazení německých důstojníků do vznikajících jednotek LTS. Do přísahy LTS byla Němci vložena formulace o věrnosti Adolfu Hitlerovi, což nebylo po chuti litevským důstojníkům, kteří proto slavnost přísahy jednotek oddalovali. 
Německé úřady byly počtem dobrovolníků zaskočeny, zejména v porovnání s výsledky jejich náboru, a LTS začaly vnímat jako hrozbu. Snažily se proto mobilizované Litevce odvádět jako pomocné síly pro wehrmacht (Hiwi) nebo Luftwaffe, případně na práce do Německa. Plechavičius také odmítal další vlny mobilizace nařízené 6. dubna 1944, dokud nejsou plně obsazeny stávající jednotky LTS. Plechavičius ve svých poválečných memoárech napsal, že koncem dubna 1944 vyšly najevo německé plány na mobilizaci Litevců do Wehrmachtu a velitelství LTS začalo tajně organizovat podzemní ozbrojené síly.
Posláním LTS měl být budoucí boj s postupující Rudou armádou, zajištění bezpečnosti a pořádku na území Litvy, což znamenalo především boj se sovětskými a polskými partyzány. V dubnu 1944 se vyjednavači Zemské armády pokusili dohodnout s představiteli LTS o neútočení a společném postupu proti Němcům. Naopak LTS požadovalo, aby polské síly opustily sporná území nebo společně bojovaly proti SSSR. Do situace zasahovali dále sovětští partyzáni, kteří chtěli obnovení Litevské SSR, a také zločinecké bandy využívající příležitosti k loupení. Výše naznačené zájmy a spory ukazují, jak složitá a nepřehledná byla tehdejší situace. Po neúspěchu jednání mezi polským odbojem a LTS došlo k boji mezi oběma skupinami.
Začátkem května 1944 zahájila LTS vyčišťovací operaci proti polským partyzánům. Kárné operace proti místním obyvatelům vyvolalo odvetnou reakci ze strany Zemské armády. Dne 4. května 1944 zaútočila 3. brigáda Zemské armády na rotu 310. praporu LTS, která měla na svědomí zabití místních lidí. Litevci byli poraženi a zajatce z jejich řad včetně velitele praporu Poláci na místě zastřelili. Další porážku LTS utrpěl u vesnice Grajžiški (bělorusky Граўжышкі), kde 301. prapor  ztratil nejprve 47 zabitých vojáků a poté dne 5. května byl zničen 8. a 12. brigádou Zemské armády. Ve dnech 6. – 9. května 1944 porazila 9. a 13. brigáda Zemské armády 308. prapor LTS, který se pokusil vypálit vesnici. Naopak 7. května 1944 se vojákům LTS podařilo odrazit útoky Zemské armády poblíž Vilniusu.
Největší bitva se odehrála v okolí vesnice Muravanaja Ašmjanka (bělorusky Мураваная Ашмянка, litevsky Ašmenėlė) mezi 301. praporem LTS a brigádami Zemské armády v noci ze 13. na 14. května 1944. 3. brigáda provedla útok na postavení LTS ze západu a severozápadu, zatímco 8. a 12. brigáda zaútočila na vesnici z jihu a východu. Zbývající polské síly sestávající ze 13. a 9. brigády ovládly silnici. Během bitvy litevské jednotky ztratily 51 mrtvých a dalších 170 bylo zajato. Dalších 115 litevských vojáků bylo zajato při bojích v přilehlých vesnicích. Po bitvě byli zajatci z LTS odzbrojeni, svlečeni do spodního prádla a odesláni k postavení dalších jednotek LTS. 

## Zánik
Počínaje březnem 1944 se Němci po mobilizaci snažili využívat litevských dobrovolníků na práce v Německu a pro potřeby své vlastní armády. Velitel LTS Plechavičius s takovým postupem nesouhlasil, a proto Němcům nabídl svou rezignaci a navrhl dne 12. dubna 1944 LTS rozpustit. Od dubna 1944 se německé velení snažilo LTS přeměnit v jednotky litevské pomocné policie. Friedrich Jeckeln z pozice velitele policejních sil nařídil, aby jednotky LTS přešly pod jeho velení nebo pod velení německé armády. Vojáci byli povinni složit přísahu věrnosti Hitlerovi, nosit uniformy SS a používat nacistický pozdrav. Jakmile byl Plechavičius zpraven o rozkazu, tak dne 9. května 1944 nařídil kadetům školy ve městě Marijampolė, aby se vrátili domů a jednotkám LTS se navrátit do kasáren. Poté Plechavičius vydal prohlášení, v němž vyzval své podřízené, aby odešli do lesů se zbraněmi a uniformami a poslouchali výhradně litevské velitele. Dne 12. května 1944 Plechavičius oficiálně sdělil německému velení, že se nehodlá stát důstojníkem SS a ani sloužit v této organizaci. Důsledně také odmítl uposlechnout rozkaz k přesunu LTS na západní frontu.
Němci reagovali bez otálení. Dne 15. května 1944 provedli zatčení 52 litevských důstojníků a prapory LTS rozpustili. Důstojníci LTS byli obviněni ze sabotáže, vojáci pod hrozbou represí vůči jejich rodinám měli být převeleni do Německa k protivzdušným silám. To se setkalo s odporem a došlo k boji mezi německými silami a příslušníky LTS. Německé síly rychle ovládly situaci a na výstrahu bylo zastřeleno 100 litevských dobrovolníků. Další vojáci byli zajištěni, 106 posluchačů vojenské školy a 983 vojáků bylo odesláno do koncentračního tábora Oldenberg. Dne 16. května 1944 došlo k přestřelce mezi kadety a německými silami, při které padlo 4 nebo 5 vojáků. Asi 3 500 příslušníků LTS bylo nuceno vstoupit do řad německých sil, v jejichž řadách bojovali na východní frontě, další byli odvezeni na ostrahu vojenských objektů nebo do Německa na nucené práce. 
Po obsazení Litvy Rudou armádou v létě 1944 se mnoho příslušníků LTS přidalo k protisovětským partyzánům, tzv. lesním bratřím. Sovětské bezpečnostní síly považovaly příslušnost k LTS za hrdelní zločin. Bývalí vojáci LTS bojovali v řadách partyzánů proti sovětskému obsazení Litvy do konce roku 1949.
Od roku 1997 v Litvě působí svaz veteránů LTS.